# Eliza Scanlen
Eliza Jane Scanlen (6 de gener de 1999) és una actriu australiana. Es va fer famosa per interpretar Tabitha Ford a la sèrie australiana Home and Away (2016), abans de rebre l'aclam de la crítica per interpretar una adolescent amb problemes a la minisèrie d'HBO Sharp Objects (2018). Va fer el seu debut al cinema el 2019, amb papers al drama Babyteeth i al drama d'època de Greta Gerwig Donetes.
Va néixer a Sydney (Nova Gal·les del Sud, Austràlia) i té una germana bessona, Annabel. Va aprendre piano quan tenia uns 7 anys però va deixar-ho quan en va fer tretze. Per preparar-se pel paper de Beth March a l'adaptació al cinema de 2019 de Donetes va tornar-ne a practicar.
Es va graduar d'un institut de Kirribilli, un suburbi de Sydney, el 2016.
Quan era a l'institut va rebre un paper recurrent, de Tabitha Ford, al fulletó australià Home and Away. Scanlen va fer de protagonista al curtmetratge Grace (2018). Després va guanyar reconeixement per la seva interpretació d'Amma Crellin al thriller psicològic d'HBO Sharp Objects, en què actua amb Amy Adams.
Va debutar al teatre amb la producció de la companyia de teatre de Sydney de 2019 Lord of the Flies, dirigida per Kip Williams. Va fer-hi d'Eric. Va fer el seu debut al cinema com a Milla Finlay a Babyteeth (2019), que es va estrenar al Festival de Cinema de Venècia. El 2019 també va interpretar Beth March a la pel·lícula Donetes de Greta Gerwig, una adaptació de la novel·la de Louisa May Alcott del mateix nom, amb Saoirse Ronan, Emma Watson, Florence Pugh, Laura Dern, Timothée Chalamet i Meryl Streep. El 2020 va interpretar Lenora Laferty a la pel·lícula de Netflix The Devil All the Time.
Apareixerà al nou thriller de M. Night Shyamalan, que està previst que s'estreni el 23 de juliol de 2021.

## Filmografia
Pel·lícules
| Any  | Títol                  | Paper                  | Notes |
| ---- | ---------------------- | ---------------------- | ----- |
| 2019 | Babyteeth              | Milla Finlay           |       |
| 2019 | Donetes                | Elizabeth "Beth" March |       |
| 2020 | The Devil All the Time | Lenora Laferty         |       |

Televisió
| Any  | Títol         | Paper        | Notes                         |
| ---- | ------------- | ------------ | ----------------------------- |
| 2015 | A Class Act   | Eliza        | Paper invitat; 1 episodi      |
| 2016 | Home and Away | Tabitha Ford | Paper recurrent ; 15 episodes |
| 2018 | Sharp Objects | Amma Crellin | Miniseries; 8 episodes        |

Teatre
| Any  | Títol                 | Paper         | Notes                         |
| ---- | --------------------- | ------------- | ----------------------------- |
| 2019 | Lord of the Flies     | Eric          | Companyia de teatre de Sydney |
| 2019 | To Kill a Mockingbird | Mayella Ewell | Teatre Shubert                |